# Почтовое деление России

Карта серий почтовых индексов, присвоенных регионам России

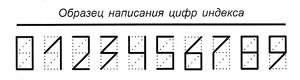
Образец написания цифр почтового индекса в кодовом штампе на почтовом конверте СССР и России

Почтовое деление России следует административному делению страны. Введённая в 1971 году система шестизначных почтовых индексов была унаследована от СССР и не претерпела существенных изменений, за исключением оккупированных территорий Украины, где к украинским индексам добавлена цифра 2 в начало.
Первые три цифры индекса соответствуют определенному субъекту федерации, следующие три — номеру почтового отделения в нём. Номер почтового отделения 000 соответствует главпочтамту.
В Москве крупные сортировочные центры имеют номер почтового отделения 000 (например, 102000). Кроме того, в Москве АО «Почта России» имеет собственный индекс 131000. Таким образом, в Москве имеется несколько отделений с номером 000. Сортировочные цеха имеют почтовые индексы, начинающиеся с цифры 2.
В адресе абонентов, обслуживаемых Городской служебной почтой (ГСП), почтовый индекс не соответствует почтовому отделению. Например, почтовый адрес Роспатента: ГСП-3, 125993, хотя почтового отделения 993 в Москве не существует.

## Перечень почтовых кодов
| Регион                              | Первые цифры индекса |
| ----------------------------------- | -------------------- |
| Республика Адыгея                   | 385                  |
| Республика Алтай                    | 649                  |
| Алтайский край                      | 656—659              |
| Амурская область                    | 675—676              |
| Архангельская область               | 163—165              |
| Астраханская область                | 414—416              |
| Республика Башкортостан             | 450—453              |
| Белгородская область                | 308—309              |
| Брянская область                    | 241—243              |
| Республика Бурятия                  | 670—671              |
| Владимирская область                | 600—602              |
| Волгоградская область               | 400—404              |
| Вологодская область                 | 160—162              |
| Воронежская область                 | 394—397              |
| Республика Дагестан                 | 367—368              |
| Донецкая Народная Республика        | 283—287              |
| Еврейская авт. область              | 679                  |
| Забайкальский край                  | 672—674              |
| · Агинский Бурятский округ          | 687                  |
| Запорожская область                 | 269—272              |
| Ивановская область                  | 153—155              |
| Республика Ингушетия                | 386                  |
| Иркутская область                   | 664—666              |
| · Усть-Ордынский Бурятский округ    | 669                  |
| Кабардино-Балкарская Республика     | 360—361              |
| Калининградская область             | 236—238              |
| Республика Калмыкия                 | 358—359              |
| Калужская область                   | 248—249              |
| Камчатский край                     | 683—684              |
| · Корякский автономный округ        | 688                  |
| Карачаево-Черкесская Республика     | 369                  |
| Республика Карелия                  | 185—186              |
| Кемеровская область                 | 650—654              |
| Кировская область                   | 610—613              |
| Республика Коми                     | 167—169              |
| Костромская область                 | 156—157              |
| Краснодарский край                  | 350—354              |
| Красноярский край                   | 660—663              |
| · Таймырский Долгано-Ненецкий район | 647                  |
| · Эвенкийский район                 | 648                  |
| Республика Крым                     | 295—298              |
| Курганская область                  | 640—641              |
| Курская область                     | 305—307              |
| Ленинградская область               | 187—188              |
| Липецкая область                    | 398—399              |
| Луганская Народная Республика       | 291—294              |
| Магаданская область                 | 685—686              |
| Республика Марий Эл                 | 424—425              |
| Республика Мордовия                 | 430—431              |
| Москва                              | 101—135              |
| Московская область                  | 140—144              |
| Мурманская область                  | 183—184              |
| Ненецкий автономный округ           | 166                  |
| Нижегородская область               | 603—607              |
| Новгородская область                | 173—175              |
| Новосибирская область               | 630—633              |
| Омская область                      | 644—646              |
| Оренбургская область                | 460—462              |
| Орловская область                   | 302—303              |
| Пензенская область                  | 440—442              |
| Пермский край                       | 614—618              |
| · Коми-Пермяцкий округ              | 619                  |
| Приморский край                     | 690—692              |
| Псковская область                   | 180—182              |
| Ростовская область                  | 344—347              |
| Рязанская область                   | 390—391              |
| Самарская область                   | 443—446              |
| Санкт-Петербург                     | 190—199              |
| Саратовская область                 | 410—413              |
| Республика Саха (Якутия)            | 677—678              |
| Сахалинская область                 | 693—694              |
| Свердловская область                | 620—624              |
| Севастополь                         | 299                  |
| Северная Осетия                     | 362—363              |
| Смоленская область                  | 214—216              |
| Ставропольский край                 | 355—357              |
| Тамбовская область                  | 392—393              |
| Республика Татарстан                | 420—423              |
| Тверская область                    | 170—172              |
| Томская область                     | 634—636              |
| Тульская область                    | 300—301              |
| Республика Тыва                     | 667—668              |
| Тюменская область                   | 625—627              |
| Удмуртская Республика               | 426—427              |
| Ульяновская область                 | 432—433              |
| Хабаровский край                    | 680—682              |
| Республика Хакасия                  | 655                  |
| Ханты-Мансийский автономный округ   | 628                  |
| Херсонская область                  | 273—275              |
| Челябинская область                 | 454—457              |
| Чеченская Республика                | 364—366              |
| Чувашская Республика                | 428—429              |
| Чукотский автономный округ          | 689                  |
| Ямало-Ненецкий автономный округ     | 629                  |
| Ярославская область                 | 150—152              |
| Дополнительные почтовые отделения   | 800                  |

## Бывшие почтовые коды республик СССР
| Регион              | Первые три цифры индекса                                                                                   |
| ------------------- | --- |
| Азербайджанская ССР | 370—374 |
| Армянская ССР       | 375—379 |
| Белорусская ССР     | 210—213, 220, 222—225, 230—231, 246—247 (действуют поныне, см. Почтовые индексы Белоруссии)                |
| Грузинская ССР      | 380—384 |
| Казахская ССР       | 417—419, 458—459, 463—468, 470—476, 480—493, 637—638, 642—643                                              |
| Киргизская ССР      | 714, 715 (бывшие коды городов Ош и Джалал-Абад), 720—725 (действуют поныне, см. Почтовые индексы Киргизии) |
| Латвийская ССР      | 226—229 |
| Литовская ССР       | 232 (Вильнюс), 233 (Каунас)                                                                                |
| Молдавская ССР      | 277—279 |
| Таджикская ССР      | 734—737 (действуют поныне, см. Почтовые индексы Таджикистана)                                              |
| Туркменская ССР     | 744—746 (действуют поныне, см. Почтовые индексы Туркменистана)                                             |
| Узбекская ССР       | 700, 702—708, 710—713, 716, 730—733, 740—743                                                               |
| Украинская ССР      | 245, 250—258, 260—266, 270—275, 280—288, 290—295, 310—317, 320—335, 338—343, 348—349                       |
| Эстонская ССР       | 200—202 |